# Powiat Minamiaizu
Powiat Minamiaizu (jap. 南会津郡 Minamiaizu-gun) – powiat w Japonii, w prefekturze Fukushima. W 2024 roku liczył 22 295 mieszkańców.

## Miejscowości
- Minamiaizu
- Shimogō
- Tadami
- Hinoemata